# Hannelore Reiterer
Hannelore Reiterer (* 7. September 1941 in Neunkirchen als Hannelore Höbaus) ist eine ehemalige österreichische Politikerin (SPÖ). Sie war von 1987 bis 1988 Abgeordnete zum Landtag von Niederösterreich.
Reiterer besuchte nach der Volksschule die Hauptschule und trat 1957 in den Dienst der Firma Semperit, wo sie als Gummiarbeiterin beschäftigt war. Sie engagierte sich ab 1985 als Gemeinderätin in Ternitz und hatte von 1990 bis 2003 die Funktion der Stadträtin inne. Des Weiteren vertrat sie vom 1. Dezember 1987 bis zum 17. November 1988 die SPÖ im Niederösterreichischen Landtag.